# Nicola Rosini Di Santi
Nicola Rosini di Santi nació en  1959 en Santeramo in Colle, pueblo de Mezzogiorno (Italia).
Es diseñador y escultor, residente en Montauroux.

## Datos biográficos
Creció en  París y descubrió, cuando tenía 10 años ,  el taller del célebre escultor argentino Hugo Demarco.
Hoy en día , Nicola vive y crea en la Provenza, en Montauroux, sus esculturas son de bronce. Parte de su producción está enfocada hacia el mobiliaro. Mesas, sillas, armarios de bronce y cristal.

## Exposiciones
1985
- París - Galerie Sistu

1986
- París – Galerie Varnier

1987
- París – « Les fondeurs et leurs Sculpteurs »
- París – Grand Palais, Salon de Mai 1987

1988
- París – Galerie Carpentier
- París – Figuration Critique
- París - Grand prix Rubens de Sculpture

1989
- España – Festival d’art de Palmas
- París – Salon d’automne
- París – Prix des sciences humanistes

1990-1991
- Italia - Carrare Sculpture « L’âme de fond »
- París - Grand prix Goya

1992
- Beaulieu-sur-Mer – Festival d’art
- Aix-en-Provence – Seigneurs des Arts

1993
- París – Galerie Carpentier
- Mougins – Galerie Lézard

1995
- Montauroux – Exposition collective
- Roquebrune-sur-Argens - Trophée du Championnat du Monde de ski nautique
- Saint-Tropez - Galerie Chantal Nobel
- Saint-Tropez -- Niou Largue
- París - Galerie Carpentier
- Niza - Galerie LézardCallian- Chapelle des pénitents

1996
- Saint-Tropez - Château de la Mésardiere
- París - Galerie Carpentier

1997
- Mougins – « L’art dans la rue »
- Villepinte – Maison et Objets

1998
- Villepinte – Maison et Objets
- Mónaco – L’art de la décoration
- Auteuil – Maison 98

1999
- Auteuil – L’art de la maison
- Saint Jean Cap Ferrat – Expo personnelle

2000
- Mónaco – Galerie Riccadonna
- Saint-Tropez – Château de la Mesardiere
- Dona al principado de Mónaco la escultura « L’âme de fond ».

2001
- París – Opéra Gallery
- Nueva York Opéra Gallery
- Singapur Opéra Gallery
- Saint-Tropez – Château de la Mesardiere

2002
- Mónaco – Galerie Riccadonna
- Japón – Tokyo Bunkamura
- Japón – Tokyo Gallery Museum
- Japón – Tenjin Salaria event espace Fukuoka
- Japón – Loft Gallery Muséum Nogoya
- Japón – Red brick wearhouse Gallery Yokohama

2003
- Miami – Opéra Gallery

2007
- Venecia - Opéra Gallery
- Suiza -  Espace Bétemps

2008
- Singapour - Opéra Gallery

2009
- Paris - Opéra Gallery

2010
- Mónaco - Opéra Gallery

2011
- Cannes - Hôtel Gray d'Albion - France
- Saint-Tropez - Château de la Messardière - France

2012
- Cannes - Hôtel Gray d'Albion - France
- Dubaï -  Opéra Gallery

## Publicaciones
- Nicola Rosini Di Santi (2004, 130 pages, couleur, 90 photos). Paris : Edition Opera Gallery.